# Raški rudar
 Raški rudar  glasilo Istarskih ugljenokopa, počeo je izlaziti u Labinu 7. studenog 1947. godine. U to vrijeme bio je jedan od prvih tvorničkih listova u tadašnjoj Jugoslaviji. Na njegovim stranicama ostala su zabilježena ne samo zbivanja u i oko Istarskih ugljenokopa, nego gotovo i svi važniji događaji iz političkog, gospodarskog, kulturnog i športskog življenja na Labinštini. Tijekom 50 godina izlaženja list labinskih rudara bio je kroničar jednog vremena i življenja s rudnikom. Skoro dva desetljeća izlazio je kao tjednik, a zadnjih godina jednom mjesečno. Prvi urednik Raškog rudara bio je Šanto Kranjac. Počevši od 1989. pa do zatvaranja posljednjeg ugljenokopa u Hrvatskoj godine 2000. Raški rudar i druga rudarska informativna glasila uređivao je Marino Fonović. 

## Vanjske poveznice
- "Raški rudar" glavni i odgovorni urednik Marino Fonović, digitalizirani brojevi